# آلفونسو آلباسته

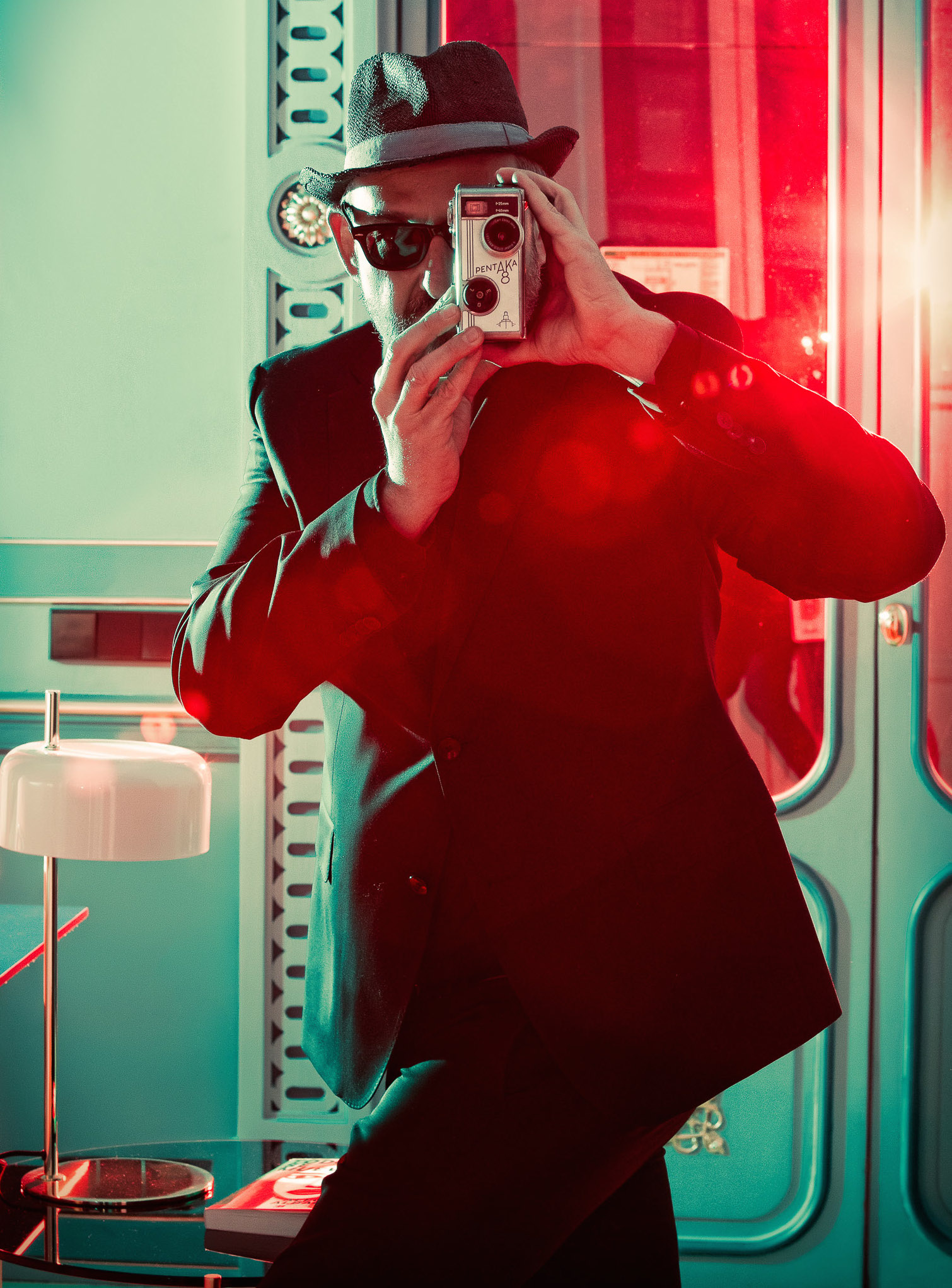
تصویر آلفونسو آلباسته

آلفونسو آلباسته (اسپانیایی: Alfonso Albacete‎؛ زاده ۱۹۶۳) یک فیلم‌نامه‌نویس و کارگردان اهل اسپانیا بود.

## فیلمشناسی
- سکس، مهمانی و دروغ